# Рациональная функция

Пример рациональной функции от одной переменной:

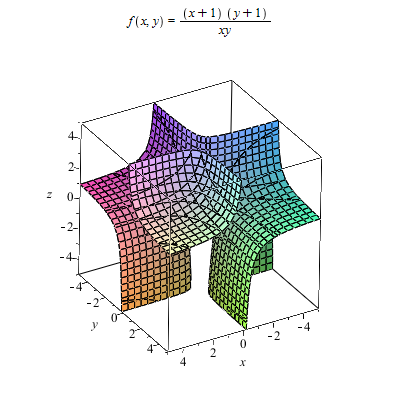
Пример рациональной функции от двух переменных

Рациона́льная фу́нкция (англ. Rational function), или дро́бно-рациона́льная фу́нкция, или рациона́льная дробь — это числовая функция, которая может быть представлена в виде дроби, числителем и знаменателем которой являются многочлены. К этому виду может быть приведено любое рациональное выражение, то есть алгебраическое выражение,  без радикалов.

## Формальное определение
Рациональная функция, или дробно-рациональная функция, или рациональная дробь — это числовая функция вида
{\displaystyle \mathbb {U} \to \mathbb {U} :w=R(u),}
где {\displaystyle \mathbb {U} } — комплексные ({\displaystyle \mathbb {C} }) или вещественные ({\displaystyle \mathbb {R} }) числа, {\displaystyle R(u)} — рациональное выражение от {\displaystyle u}. Рациональное выражение — это математическое выражение, составленное из независимого переменного (комплексного или вещественного) и конечного набора чисел (соответственно комплексных или вещественных) с помощью конечного числа арифметических действий (то есть сложения, вычитания, умножения, деления и возведения в целую степень).
Рациональная функция допускает запись (не единственным образом) в виде отношения двух многочленов {\displaystyle P(u)} и {\displaystyle Q(u)}:
{\displaystyle R(u)={\frac {P(u)}{Q(u)}}={\frac {a_{0}+a_{1}u+a_{2}u^{2}+\cdots +a_{n}u^{n}}{b_{0}+b_{1}u+b_{2}u^{2}+\cdots +b_{m}u^{m}}},}
где {\displaystyle Q(u)\not \equiv 0.} Коэффициенты рациональной функции — это коэффициенты многочленов {\displaystyle P(u)} и {\displaystyle Q(u)}:
{\displaystyle a_{0},a_{1},a_{2},\dots ,a_{n}} и {\displaystyle b_{0},b_{1},b_{2},\dots ,b_{m}}.

### Частные случаи
- Целая рациональная функция — функция вида

{\displaystyle \mathbb {R} \to \mathbb {R} :y={\frac {P(x)}{1}},}
где переменная {\displaystyle x} действительна.
- Дробно-линейная функция — отношение двух линейных функций комплексного переменного:

{\displaystyle \mathbb {C} \to \mathbb {C} :w=L(z)={\frac {az+b}{cz+d}}.}
- Преобразование Кэли

{\displaystyle \mathbb {C} \to \mathbb {C} :w=W(z)={\frac {z-i}{z+i}}.}
- Функция Жуковского — рациональная функция комплексного переменного

{\displaystyle \mathbb {C} \to \mathbb {C} :w=\lambda (z)={\frac {1}{2}}\left(z+{\frac {1}{z}}\right),}
имеющая важные применения в гидромеханике, открытые Н. Е. Жуковским.

### Обобщения
- Рациональные функции от нескольких переменных (комплексных или вещественных)

{\displaystyle \mathbb {U} ^{\max(n,m)}\to \mathbb {U} :w=R(u_{1},u_{2},\dots ,u_{\max(n,m)})={\frac {P(u_{1},u_{2},\dots ,u_{n})}{Q(u_{1},u_{2},\dots ,u_{m})}},}
где {\displaystyle Q(u_{1},u_{2},\dots ,u_{m})\not \equiv 0}.
- Абстрактные рациональные функции

{\displaystyle R={\frac {A_{1}F_{1}+A_{2}F_{2}+\cdots +A_{n}F_{n}}{B_{1}F_{1}+B_{2}F_{2}+\cdots +B_{m}F_{m}}},}
где {\displaystyle F_{1},F_{2},\dots ,F_{\max(n,m)}} — линейно независимая система непрерывных функций на некотором компактном пространстве, {\displaystyle A_{1},A_{2},\dots ,A_{n},} и {\displaystyle B_{1},B_{2},\dots ,B_{m}} — числовые коэффициенты.

## Вещественная рациональная функция

### Несократимая рациональная дробь
Несократимая рациональная дробь — это рациональная дробь, у которой числитель взаимно прост со знаменателем.
Любая рациональная дробь равна некоторой несократимой дроби, которая определяется с точностью до константы, общей для числителя и знаменателя. Равенство двух рациональных дробей понимается в том же смысле, что и равенство дробей в элементарной математике.
Сначала докажем, что если произведение многочленов {\displaystyle f(x)} и {\displaystyle g(x)} делится на {\displaystyle \varphi (x)}, причём {\displaystyle f(x)} и {\displaystyle \varphi (x)} взаимно просты, то {\displaystyle g(x)} делится на {\displaystyle \varphi (x)}.
1. Известно, что многочлены {\displaystyle f(x)} и {\displaystyle \varphi (x)} взаимно просты тогда и только тогда, когда существуют такие многочлены {\displaystyle u(x)} и {\displaystyle v(x)}, что
{\displaystyle f(x)u(x)+\varphi (x)v(x)=1.}
2. Умножим это равенство на {\displaystyle g(x)}:
{\displaystyle [f(x)g(x)]u(x)+g(x)[\varphi (x)v(x)]=g(x).}
3. Оба слагаемых этого равенства делятся на {\displaystyle \varphi (x)}, следовательно, {\displaystyle g(x)} также делится на {\displaystyle \varphi (x)}.
Теперь, используя это, докажем, что любая рациональная дробь равна некоторой несократимой дроби, которая определяется с точностью до константы, общей для числителя и знаменателя.
1. Любую рациональную дробь можно сократить на наибольший общий делитель её числителя и знаменателя.
2. Далее, если две несократимые дроби равны:
{\displaystyle {\frac {f(x)}{g(x)}}={\frac {\varphi (x)}{\psi (x)}},}
то есть
{\displaystyle f(x)\psi (x)=g(x)\varphi (x).}
то:
- из взаимной простоты {\displaystyle f(x)} и {\displaystyle g(x)} следует, что {\displaystyle \varphi (x)} делится на {\displaystyle f(x)};
- из взаимной простоты {\displaystyle \varphi (x)} и {\displaystyle \psi (x)} следует, что {\displaystyle f(x)} делится на {\displaystyle \varphi (x)}.

В итоге получаем, что {\displaystyle f(x)=c\varphi (x).}
3. Подставим последнее выражение в исходное, получим:
{\displaystyle c\varphi (x)\psi (x)=g(x)\varphi (x),}
или
{\displaystyle g(x)=c\psi (x).}
Итак, получили, что
{\displaystyle {\frac {f(x)}{g(x)}}={\frac {c\varphi (x)}{c\psi (x)}}.}

### Правильная рациональная дробь
Рациональная дробь правильная, если степень числителя меньше степени знаменателя. Нулевой многочлен 0 является правильной дробью. Любая рациональная дробь единственным способом представима как сумма многочлена и правильной дроби.
Докажем последнее утверждение.
1. Для любой рациональной дроби {\displaystyle {\frac {f(x)}{g(x)}}}, поделив числитель на знаменатель, получим:
{\displaystyle f(x)=g(x)q(x)+r(x),}
причём степень {\displaystyle r(x)} меньше степени {\displaystyle g(x).} Поделим обе части равенства на {\displaystyle g(x)}, получим, что рациональная дробь есть сумма многочлена и правильной дроби:
{\displaystyle {\frac {f(x)}{g(x)}}=q(x)+{\frac {r(x)}{g(x)}}.}
2. Докажем единственность этого представления. Если имеет место также следующее равенство:
{\displaystyle {\frac {f(x)}{g(x)}}=q'(x)+{\frac {\varphi (x)}{\psi (x)}},}
где также степень {\displaystyle \varphi (x)} меньше степени {\displaystyle \psi (x)(x)}, то произведём вычитание:
{\displaystyle q(x)-q'(x)={\frac {\varphi (x)}{\psi (x)}}-{\frac {r(x)}{g(x)}}={\frac {\varphi (x)g(x)-\psi (x)r(x)}{\psi (x)g(x)}}.}
3. Слева последнего равенства стоит многочлен. Поскольку степень {\displaystyle \varphi (x)} меньше степени {\displaystyle \psi (x)}, а степень {\displaystyle r(x)} меньше степени {\displaystyle g(x)}, то справа последнего равенства стоит правильная дробь, отсюда {\displaystyle q(x)-q'(x)=0} и
{\displaystyle {\frac {\varphi (x)}{\psi (x)}}-{\frac {r(x)}{g(x)}}=0.}

### Простейшая рациональная дробь
Правильная рациональная дробь {\displaystyle {\frac {f(x)}{g(x)}}} простейшая, если её знаменатель {\displaystyle g(x)} представляет собой степень неприводимого многочлена {\displaystyle p(x)}:
{\displaystyle g(x)=p^{k}(x),k\geqslant 1,}
а степень числителя {\displaystyle f(x)} меньше степени {\displaystyle p(x)}. Существуют две теоремы.
- Основная теорема. Любая правильная рациональная дробь разлагается в сумму простейших дробей.
- Теорема единственности. Любая правильная рациональная дробь имеет единственное разложение в сумму простейших дробей.

### Разложение правильной рациональной дроби в сумму простейших дробей
Разложение правильной рациональной дроби в сумму простейших дробей используется во многих задачах, например:
- при интегрировании[8];
- при разложении в ряд Тейлора[9];
- при разложении в ряд Лорана[10];
- при расчёте обратного преобразования Лапласа рациональной дроби[11].

Пример. Разложить в сумму простейших дробей вещественную правильную дробь {\displaystyle {\frac {f(x)}{g(x)}},} где:
{\displaystyle f(x)=2x^{4}-10x^{3}+7x^{2}+4x+3,}
{\displaystyle g(x)=x^{5}-2x^{3}+2x^{2}-3x+2.}
Решение. 1. Легко проверить, что
{\displaystyle g(x)=(x+2)(x-1)^{2}(x^{2}+1),}
причём {\displaystyle x+2,} {\displaystyle x-1,} {\displaystyle x^{2}+1} неприводимы.
2. Воспользуемся методом неопределённых коэффициентов. Из основной теоремы следует, что искомое разложение имеет следующий вид:
{\displaystyle {\frac {f(x)}{g(x)}}={\frac {A}{x+2}}+{\frac {B}{(x-1)^{2}}}+{\frac {C}{x-1}}+{\frac {Dx+E}{x^{2}+1}}.}
Осталось найти числа {\displaystyle A}, {\displaystyle B,} {\displaystyle C,} {\displaystyle D} и {\displaystyle E.}
3. Приведём проект разложения к общему знаменателю, получим:
{\displaystyle f(x)=2x^{4}-10x^{3}+7x^{2}+4x+3=}
{\displaystyle =A(x-1)^{2}(x^{2}+1)+}
{\displaystyle +B(x+2)(x^{2}+1)+}
{\displaystyle +C(x+2)(x-1)(x^{2}+1)+}
{\displaystyle +Dx(x+2)(x-1)^{2}+}
{\displaystyle +E(x+2)(x-1)^{2}.}
Можно получить систему пяти линейных уравнений с пятью неизвестными {\displaystyle A}, {\displaystyle B,} {\displaystyle C,} {\displaystyle D} и {\displaystyle E,} приравняв коэффициенты при одинаковых степенях {\displaystyle x} из обеих частей последнего равенства. Причём из основной теоремы и теоремы единственности следует, что эта система из пяти уравнений обладает единственным решением.
4. Воспользуемся другим методом. Полагая в последнем равенстве {\displaystyle x=-2,} получаем {\displaystyle 45A=135,} откуда {\displaystyle A=3.} Полагая {\displaystyle x=1,} получаем {\displaystyle 6B=6,} то есть {\displaystyle B=1.} Полагая независимо {\displaystyle x=0} и {\displaystyle x=-1,} получаем систему
{\displaystyle \left\{{\begin{array}{rcl}-2C+2E=-2,\\-4C-4D+4E=-8.\\\end{array}}\right.}
Отсюда {\displaystyle D=1.} Положим {\displaystyle x=2,} получаем {\displaystyle 20C+4E=-52.} Возникает система
{\displaystyle \left\{{\begin{array}{rcl}-2C+2E=-2,\\20C+4E=-52,\\\end{array}}\right.}
откуда {\displaystyle C=-2,} {\displaystyle E=-3.} Таким образом,
{\displaystyle {\frac {f(x)}{g(x)}}={\frac {3}{x+2}}+{\frac {1}{(x-1)^{2}}}-{\frac {2}{x-1}}+{\frac {x-3}{x^{2}+1}}.}

## Свойства
- Любое выражение, которое можно получить из переменных {\displaystyle x_{1},\dots ,x_{n}} с помощью четырёх арифметических действий, является рациональной функцией.
- Множество рациональных функций замкнуто относительно арифметических действий и операции композиции, а также является полем в том случае, если коэффициенты многочленов принадлежат некоторому полю.

## Правильные дроби
Любую рациональную дробь многочленов с вещественными коэффициентами можно представить как сумму рациональных дробей, знаменателями которых являются выражения {\displaystyle (x-a)^{k}} ({\displaystyle a} — вещественный корень {\displaystyle Q(x)}) либо {\displaystyle (x^{2}+px+q)^{k}} (где {\displaystyle x^{2}+px+q} не имеет действительных корней), причём степени {\displaystyle k} не больше кратности соответствующих корней в многочлене {\displaystyle Q(x)}. На основании этого утверждения основана теорема об интегрируемости рациональной дроби. Согласно ей, любая рациональная дробь может быть интегрирована в элементарных функциях, что делает класс рациональных дробей весьма важным в математическом анализе.
C этим связан метод выделения рациональной части в первообразной от рациональной дроби, который был предложен в 1844 году М. В. Остроградским.